# مالین (اورگن)
مالین (به انگلیسی: Malin) شهری در شهرستان کلمته ایالت اورگن است و در سرشماری سال ۲۰۱۱ میلادی، ۸۰۵ نفر جمعیت داشته که نسبت به سال ۲۰۱۰، ۰ درصد رشد جمعیت داشته‌است.